# Маркетинг-кит
Маркетинг-кит (англ. marketing kit) — комплект маркетинговых материалов, которые продают не просто товар или услугу, а историю компании. Маркетинг-кит — способ продемонстрировать потенциальным покупателям, клиентам, партнерам, поставщикам, в чем заключается отличие компании от конкурентов.
Джонатан Янч (John Jantsch, создатель Duct Tape Marketing, The Referral Engine и The Commitment Engine) считает, что маркетинг-кит — это ряд документов, которые могут быть очень гибкими, персонализированными, что каждый маркетинг-кит должен содержать историю о том, как появилась компания, какой путь она прошла, чтобы занять свою нишу.

## Задача
Маркетинг-кит также называют продающим каталогом компании. Обычно он используется в качестве презентации. Его демонстрируют во время встреч, рассылают потенциальным клиентам, партнерам, поставщикам и т. д.
Маркетинг-кит используется не только для прямых продаж, но и для привлечения новых и обучения существующих клиентов, для формирования партнерских отношений, а также для построения качественных отношений с поставщиками, иногда для информирования о своих достижениях и событиях различных медиа.
Задача маркетинг-кита — увеличить продажи или прибыль, предоставив клиентам исчерпывающую информацию о компании, её товарах или услугах, кейсах.

## Содержание
Маркетинг-кит должен включать в себя такую информацию:
1. Материал об «отличиях». Указываются отличия компании от конкурентов. Содержится информация о том, каким образом удовлетворяются конкретные потребности потребителей товаров или услуг.
2. Материал с перечнем услуг/продуктов. Допускается создание для каждой услуги или зоны обслуживания отдельной страницы.
3. Тематические исследования. С их помощью демонстрируют, каким образом продукт или услуга решили задачу, проблему клиентов. Тематические исследования убеждают потребителя в том, что его проблема будет успешно решена.
4. Описание процесса. Для этого раздела подходят блок-схемы, диаграммы, подробные алгоритмы, фото-факты.
5. История компании.
6. Команда.
7. Портрет идеального клиента.
8. Список клиентов[3].
9. Кейсы, выполненные проекты, истории успеха.
10. Тест для клиента. Достаточно 4-5 пунктов, чтобы подвести его к решению о покупке, к решению о сотрудничестве и т. п.[4].
11. Участие в выставках, форумах и конференциях.
12. Сертификаты, награды.
13. Контактная информация.

В маркетинг-кит целесообразно включить благодарственные письма и отзывы, страницы «Вопрос-ответ», копии статей, подтверждающих упоминания о компании в СМИ.

## Способы оформления
В процессе подготовки маркетинг-кита выбирается один из четырех способов его оформления.
Первый способ — механическое объединение всех подготовленных материалов в одну папку формата А4. Материалы могут включать элементы фирменного стиля (логотип, слоган, контакты компании т. д.). Придерживаясь единой концепции способа подачи материала, в папку с комплектом маркетинговых документов всегда можно будет вложить уже имеющиеся информационные материалы.
Второй способ — представление маркетинг-кита в виде полиграфически оформленной книги. Преимущество такого оформления в том, что клиенты книгу сохраняют и могут спустя время воспользоваться предложением.
Третий способ — оформление маркетинг-кита в электронном виде (презентация (файл PowerPoint) или электронная книга (формат pdf)).
Четвертый способ — оформление маркетинг-кита в виде целевой страницы (лендинга, landing page). Клиенту достаточно отправить ссылку на страницу, где есть весь маркетинговый материал для изучения.